# Ґродзіськ (Венґровський повіт)
Ґродзіськ (пол. Grodzisk) — село в Польщі, у гміні Ґрембкув Венґровського повіту Мазовецького воєводства.
Населення — 117 осіб (2011).
У 1975-1998 роках село належало до Седлецького воєводства.

## Демографія
Демографічна структура станом на 31 березня 2011 року:
|          | Загалом | Допрацездатний вік | Працездатний вік | Постпрацездатний вік |
| -------- | ------- | ------------------ | ---------------- | -------------------- |
| Чоловіки | 62      | 9                  | 37               | 16                   |
| Жінки    | 55      | 7                  | 24               | 24                   |
| Разом    | 117     | 16                 | 61               | 40                   |